# Список умерших в 1700 году
В этой статье представлен список известных людей, умерших в 1700 году.
- См. также: Категория:Умершие в 1700 году

## Январь
- 7 января — Рафаэль Фабретти (81) — итальянский археолог, хранитель архивов замка св. Ангела.
- 16 января — Драги, Антонио — итальянский композитор эпохи барокко.

## Февраль
- 12 февраля — Алексей Шеин (37) — государственный деятель России, полководец, сподвижник Петра I, первый генералиссимус.

## Март
- 4 марта — Пазинелли, Лоренцо

## Май
- 12 мая — Джон Драйден (68) — английский драматург, поэт, критик, виднейший представитель эпохи классицизма.

## Июль
- 12 июля — Джеймс Келли — английский пират, промышлявший в Индийском океане в конце XVII века; казнён.
- 22 июля — Альдерано Чибо (87) — итальянский куриальный кардинал.

## Сентябрь
- 15 сентября — Андре Ленотр (87) — французский ландшафтный архитектор.
- 27 сентября — Иннокентий XII (85) — папа римский с 1691.

## Октябрь
- 16 октября — Адриан (63) — Патриарх Московский и всея Руси с 1690 года.
- 17 октября — Иегуда Хасид — саббатианский проповедник.

## Ноябрь
- 1 ноября — Карл II Испанский (38) — король Испании.
- 30 ноября — Арманда Бежар — французская актриса.

## Дата неизвестна или требует уточнения
- Роберт Брэди — английский писатель;
- Пётр Потёмкин — русский дипломат;
- Пётр Прончищев — думный дворянин, посол в Швеции, полковой воевода в Чугуеве.
- Андреу Сала — испанский скульптор;
- Йошуа Цореф — еврейский мистик.